# Patrilinearität

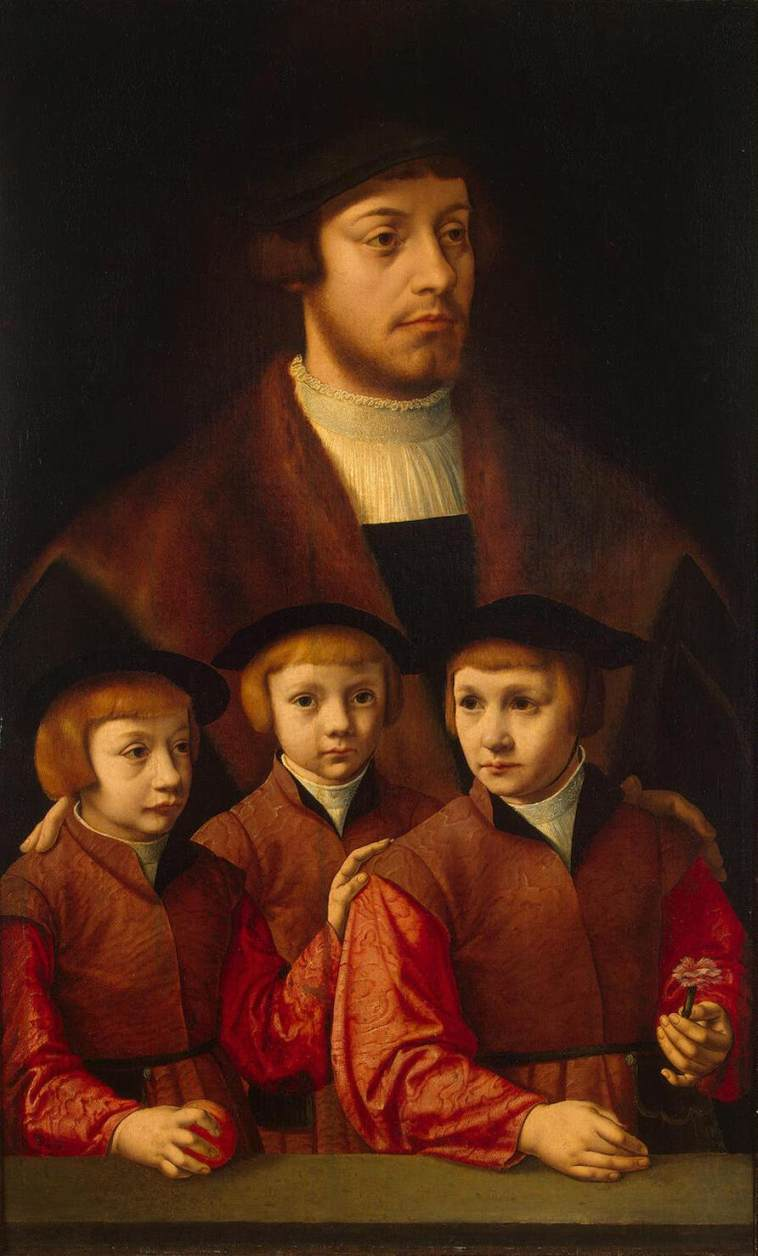
Bildnis eines Mannes mit seinen drei Söhnen (Bartholomäus Bruyn der Ältere, Köln um 1530)

Patrilinearität (lateinisch für „in der Linie des Vaters“), Väterlinie oder Vaterfolge bezeichnet die Vererbung und Übertragung von sozialen Eigenschaften und Besitz sowie des Familiennamens ausschließlich über die männliche Linie von Vätern an Söhne. Dabei erfolgt die Weitergabe von Verwandtschaftsbeziehungen, sozialen Positionen, Ämtern, Ansehen, Privilegien und Eigentum von einer Generation an die nächste einlinig nach der Abstammung des Mannes – die Linie der Frau und ihrer Mutter oder ihres Vaters bleibt ohne Bedeutung. Töchter werden in der väterlichen Erbfolge nicht berücksichtigt, da sie die Linie ihres Vaters nicht eigenständig fortsetzen können: Nach einer Heirat muss eine Tochter ihr Elternhaus verlassen und zu ihrem Ehemann ziehen (Patrilokalität). Gemeinsame Kinder werden dann zu seiner Familie gezählt und führen seine Linie weiter, nicht den Namen oder die Abstammungslinie der Ehefrau oder deren Eltern.
Die bekanntesten Formen der Patrilinearität sind „Stammlinien“, vor allem bei Adelsfamilien und Herrschergeschlechtern im europäischen Kulturraum. Eine Stammlinie besteht aus einer ununterbrochenen, immer ehelich legitimierten Vater-Sohn-Abfolge bis zurück zu einem „Stammvater“, dem ursprünglichen Gründer der Familie; eine solche Linie wird bisweilen als agnatisch bezeichnet, früher auch als „vaterrechtlich“.
Patrilinearität ist ein Begriff aus der Ethnosoziologie, um die Vorstellungen von Abstammung (Deszendenzregeln) und ihre Bedeutung für die soziale Organisation einer Gesellschaft zu untersuchen, vor allem bei ethnischen Gruppen und indigenen Völkern. Das direkte Gegenteil ist die Matrilinearität, bei der die Abstammung, Übertragung und Vererbung nur über die Linie der Mütter geregelt werden. Daneben gibt es gemischte Formen wie die auch in modernen Gesellschaften übliche beidseitige, kognatisch-bilaterale Herleitung der Abstammung von Vater und Mutter. Bei einigen wenigen Ethnien erben Söhne von ihren Vätern und Töchter von ihren Müttern (parallele Erbfolge).
Rund 50 % der weltweit im Ethnographic Atlas erfassten 1300 ethnischen Völker ordnen sich nach ihrer Abstammung über die Linie des Mannes, seines Vaters, dessen Vaters (Großvater) und so fort aufsteigend. Diese reine Väter-Söhne-Linie orientiert sich zwar an Blutsverwandtschaft und biologischer Vaterschaft, muss aber nicht immer den Tatsachen entsprechen (siehe Kuckuckskinder), vor allem bei nur mündlich überlieferten Vorfahrengenerationen (siehe Herkunftssagen). Außerdem sind rechtliche Formen der Verwandtschaft möglich (Adoption, Vaterschaftsanerkennung). In fast allen patrilinearen Gruppen und Gesellschaften liegt nach einer Heirat der eheliche Wohnsitz am Ort des Ehemannes, meist bei seinem Vater, die Ehefrau muss hinzuziehen.
In der archäologischen Vererbungslehre (Archäogenetik) wurde über den „paternalen“ Erbgang des männlichen Y-Geschlechts-Chromosoms ein menschlicher Adam des Y-Chromosoms errechnet, der vor geschätzten 75.000 Jahren in Afrika lebte: Mit diesem Adam sollen alle heute lebenden Männer biologisch in direkter Linie verwandt sein (siehe unten).

## Beschreibung
Bei der patrilinearen Abstammungsfolge einer sozialen Gruppe oder Gesellschaft entscheidet ausschließlich die männliche Linie der Vorfahren einer Person über ihre Gruppenzugehörigkeiten mit entsprechenden Rechten und Pflichten. Diese Väterlinie verläuft in aufsteigender Folge über den Vater, dessen Vater (Großvater), wiederum dessen Vater (Urgroßvater) und so weiter zurück. Patrilineare Stammbäume beziehen sich mindestens auf den Ururgroßvater väterlicherseits, haben aber oft eine Tiefe von zehn und mehr Vorväter-Generationen. Väterlinien verstehen sich als „Blutlinie“, wobei in jeder Generation von Bedeutung ist, dass der Nachkomme einer legitimen Ehe entstammt (Ehelichkeit). Sonderregeln gelten für rechtliche Vaterschaften, beispielsweise durch Adoption oder Anerkennung eines Kindes.
Der alleinige Bezug auf die väterliche Abstammung bedeutet zwangsläufig, dass die männliche Abfolge absteigend nur über (eheliche) Söhne fortgeführt werden kann – Töchter können ihre eigene väterliche Linie nicht fortsetzen, weil ihre Kinder (Enkel) zur Familie ihres Ehemanns zählen, seinen Familiennamen tragen und seine Linie weiterführen, nicht aber die Linie der Mutter oder ihres Vaters. Fast immer muss die Ehefrau nach der Heirat zum Ehemann oder seiner Familie ziehen (Patrilokalität), oft geht dabei der soziale Status und mögliches Eigentum der Ehefrau an den Ehemann über. Folglich wird es zum Ziel jedes Mannes, innerhalb einer Ehe einen männlichen „Stammhalter“ zu zeugen, der wiederum einen legitimen männlichen Nachkommen zeugt, und so fort, ansonsten würde sein Zweig des väterlichen „Stammbaums“ enden. Von Ehefrauen wird das Gebären vieler Söhne erwartet, damit zumindest einer überlebt, wobei oft der Erstgeborene oder zumindest älteste Sohn bevorzugt wird (Erbfolgeprinzip der Primogenitur).

„Eine Tochter erbt kein Land von ihrem Vater, außer wenn sie keine Brüder hat, wenn sie eine Erbtochter (Frau-Erbe) ist, und auch dann nur auf Lebenszeit.“

Patrilinearität ist ein soziales Konstrukt, eine gedankliche Vorstellung, die Angehörige einer Gruppe oder Gesellschaft von ihrer Herkunft (Aszendenz) haben. Das geltende Abstammungssystem (Deszendenz) wirkt als soziale Norm und regelt, wen ein Mensch zu seiner Verwandtschaft zählt und wen nicht, wen er heiraten darf und wen nicht, sowie von wem er erben und an wen er vererben wird.
In der Fachliteratur sowie im internationalen Gebrauch werden die Bezeichnungen oft mit Bindestrich getrennt: Patri-Linearität, Patri-Lokalität, Patri-Lineage und Patri-Clan, um sie im Textzusammenhang leichter zu unterscheiden, auch von mütterseitigen Matri-Wortverbindungen.
Agnation
Eine rein patrilineare Vererbungsfolge wird bisweilen als agnatisch bezeichnet,
ein Begriff aus dem alten römischen Recht für ausschließlich männliche Blutsverwandte, die Agnaten (lateinisch agnatus „der Hinzu-/Nachgeborene“), die sich in einer ununterbrochenen männlichen Väterlinie von einem gemeinsamen Stammvater herleiten. Die Agnation war Teil der römischen Vorstellung von „väterlicher Gewalt“ (Patria Potestas) und betrachtete Frauen und männliche Seitenverwandte als nur „kognatisch“ (lateinisch „mitgeboren“), sie gehörten nicht zum „Mannesstamm“ (siehe auch Ehe im Römischen Reich). Agnatisch gesehen ist ein Sohn nicht mit den Schwestern seines Vaters (Tanten) verwandt, streng genommen nicht einmal mit seinen eigenen Schwestern. Gute Beispiele für Agnation liefern die beiden erfundenen „Stammbäume von Jesus Christus“ in den biblischen Evangelien: reine (Erbsohn-)Vater-Abfolgen über bis zu 78 Generationen; die vier Stammmütter sind die einzigen Frauen, werden aber nur erwähnt, weil Agnaten ohne Erbsohn starben (siehe Erbtochter).
Diese Sichtweise von Frauen als kognatisch unterscheidet die Agnation von anderen patrilinearen Systemen, bei denen auch die Töchter als Mitglied der patrilinearen Abstammungsgruppe gelten, wobei aber nur die männlichen Mitglieder der Patri-Linie die Mitgliedschaft in der Linie an ihre Nachkommen weitergeben können, auch an ihre Töchter.
Patriarchat
Im Unterschied zur extrem patriarchalisch geprägten Rechtsvorstellung der Römer ist Patrilinearität nicht zwingend mit gesellschaftlicher Herrschaft verbunden, für diese bildet sie allerdings eine Grundlage. Zu unterscheiden ist auch, ob Patrilinearität als „Väterfolge“ bei einzelnen sozialen Gruppen oder bei ganzen Gesellschaften untersucht wird, und ob geschichtliche Völker untersucht werden oder gegenwärtige Ethnien und indigene Völker.

## Erforschung
Die Ethnosoziologie untersucht Abstammungsregeln in Bezug auf die sich daraus ergebenden Verwandtschaftsbeziehungen, Heiratsregeln und soziale Organisation; nur am Rande interessieren dabei tatsächliche biologische Zusammenhänge. Erforscht werden auch die Gründe, warum Gruppen und Gesellschaften mit entschiedener Ausschließlichkeit nur (noch) der patrilinearen Linie der Vaterschaft folgen und nicht der offensichtlichen Linie der Mütter oder beiden Linien gleichzeitig. Demgegenüber hat mehr als die Hälfte der weltweit 1300 indigenen Völker und Ethnien andere Abstammungs- und Vererbungskonzepte entwickelt und folgt der Mütterlinie oder beiden Linien, woraus sich andere Verwandtschaften, Heiratsbräuche und soziale Strukturen ergeben.
Vaterrecht
Patrilinearität wurde früher auch als vaterrechtlich bezeichnet, denn der systematische Ausschluss von Töchtern (und unehelichen Kindern) aus der Erblinie stellt zusammen mit Erstgeburtsrechten ein Erbrecht dar und ist eine (vorstaatliche) Rechtsordnung (siehe auch Rechtsethnologie). Allerdings gehört zu einem Vaterrecht im Sinne einer Männer-Herrschaft (Patriarchat) mehr als nur die väterliche Abstammungsregelung. Der Begriff des Vaterrechts wurde 1861 vom Schweizer Rechtshistoriker Johann Jakob Bachofen in seinem Werk Das Mutterrecht eingeführt, wird aber in der aktuellen Forschung wegen seiner Unschärfe vermieden. Außerdem hatte Bachofen den Begriff als Bestandteil seiner dreistufigen Entwicklungstheorie von menschlichen Gesellschaften entwickelt (Evolutionismus), die als überholt gilt (siehe Multilineare Evolution).
Die Arbeit von Bachofen und anderen „Völkerkundlern“ (Ethnologen) beschleunigte die wissenschaftliche Entwicklung zur heutigen Ethnologie (Sozialanthropologie), vor allem mit umfangreichen Feldforschungen und Datensammlungen, die bis heute im Ethnographischen Atlas erfasst werden (Stand 2018: 1300 Ethnien). In der Ethnologie wurde dann ab 1900 die Ethnosoziologie entwickelt, als Teilbereich von Ethnologie und Soziologie, um die Untersuchung von sozialen Beziehungen in Gruppen und Gesellschaften zu systematisieren. In der neueren Forschung wird die Wichtigkeit der Abstammung (Deszendenz) in ihren Ausprägungen Patrilinearität und Matrilinearität auch grundsätzlich hinterfragt (siehe Kritik am Konzept der Deszendenz).

## Verbreitung
Patri-Linearität als alleinige Abstammungsregel befolgen 46 % aller weltweit erfassten indigenen Völker und Ethnien (1998: 584 von 1267), von diesen wohnen wiederum 96 % nach einer Heirat patri-lokal beim Ehemann, dessen Vater, Familie oder Abstammungsgruppe (Lineage, Clan). Dazu kommen etwa 5 % (63 Ethnien), bei denen Patri-Linearität nur bei einem Teil der sozialen Gruppen gilt, während sich gleichzeitig andere Lineages oder Clans matri-linear nach der Mütterlinie ausrichten (siehe dazu auch das häufige Moiety-System aus zwei Erblinien).
Ein praktisches Beispiel verdeutlicht Unterschiede zu rein patrilinearen Gesellschaften:
Das kleine Volk der Ngaing in Papua-Neuguinea folgt einer zweilinigen, bilinearen Abstammungsregel, vom Vater und von der Mutter. Im Dorf umfassen die väterseitigen Abstammungsgruppen (Patri-Lineages) 3 bis 5 Generationen und bilden größere Patri-Clans, welche die Grundeinheiten der Siedlung ausmachen. Über sie werden die Regeln der exogamen Heirat (zwischen den Clans), der Landrechte (wichtig für Gartenbau und Jagd) und der Ritualrechte (wichtig für Männerkult-Zeremonien) weitergegeben und vererbt. Ähnlich organisiert sind die parallel zu den Männern berechtigten mütterseitigen Abstammungsgruppen (Matri-Lineages), die das Totem-Recht auf sich vereinen und damit Schutzgeistfunktionen ausüben. Die einzelnen Gruppen leben im Siedlungsgebiet verstreut und befolgen die eheliche Wohnfolgeregel der Patri-Lokalität: Der Wohnsitz eines verheirateten Paares wird beim Ehemann eingerichtet, der bei seinem Vater wohnt. Versammlungen beider Gruppierungen zu gemeinsamen Aktivitäten finden nicht statt.

## Entstehung
Bevor soziale Gruppen sich in patrilinear geordneten Großfamilien, Clans oder Stämmen organisieren können, muss ihnen die Tatsache der biologischen Vaterschaft bekannt sein als Beteiligung von männlichen Lebewesen bei der Zeugung von Nachkommen. Weitergehend müssen sie die menschliche biologische Vaterschaft erkennen, die Tatsache, dass der Mann durch den Geschlechtsakt an der Zeugung neuen Lebens beteiligt ist, das von der Frau rund neun Monate später zur Welt gebracht wird. Augenfällig ist diese Beteiligung nicht, denn die Empfängnis als Verschmelzung von Spermium und Eizelle kann bei der Befruchtung nicht beobachtet werden, und der zeitliche Zusammenhang zur späteren Geburt ist kaum nachvollziehbar (auch heute noch, vergleiche Vaterschaftsvermutung).
Die Erkenntnis der biologischen Vaterschaft verbreitete sich durch Viehzucht, Ackerbau und Sesshaftigkeit in einer Jahrtausende dauernden Entwicklung etwa ab 10.000 v. Chr. im Gefolge der „Neolithischen Revolution“ in verschiedenen Gegenden der Welt. Noch im Jahr 1914 fand der polnische Ethnologe Bronislaw Malinowski im südpazifischen Melanesien bei den Trobriandern eine Gesellschaft vor, die biologische Vaterschaft nicht kannte. Mit zunehmender Neolithisierung und Ausbreitung des neuen Wissens entwickelten oder übernahmen Gruppen oder ganze Gesellschaften zu verschiedenen Zeiten und aus unterschiedlichen Gründen patrilinear geordnete Formen der sozialen Organisation.
Einlinige (unilineare) Abstammungssysteme wie die Patrilinearität finden sich in vielen nicht-staatenbildenden Gesellschaften und ethnischen Gruppen, in denen es wichtige Güter wie Land und Vieh aufzuteilen und zu vererben gilt (siehe auch Entwicklung von Privateigentum). So sieht der deutsche Soziologe Georg Simmel einen Zusammenhang zwischen der Durchsetzung nomadischer Lebensformen und patrilinearen Verwandtschaftssystemen. Mit der Mobilität des Besitzes entfernen die Männer die Frauen aus der Nachbarschaft ihrer Herkunftsfamilien. Dennoch behielt oder bekam auch die matri-lineare Abstammung eine gewisse Bedeutung bei Inzestverboten bezüglich der Paarung eines Sohnes mit engen Verwandten aus seiner Mütterlinie.
Emmanuel Todd, dessen Interesse der historischen Verbreitung der Familienstrukturen im Raum gilt, geht 2017 davon aus, dass sich die männliche Primogenitur in Sumer seit dem 3. Jahrtausend v. Chr. und in China unabhängig voneinander unter dem Einfluss der Verknappung von Boden entwickelt hat. Diese Entwicklung in Mesopotamien habe dann Einfluss auf Nordindien und Europa ausgeübt. Der für Sumer (5000–2000 v. Chr.) typische doppelte Anteil des Ältesten am Erbe finde sich auch in der Bibel und in der indischen Textsammlung Manusmriti. Dieses Prinzip wie die männliche Primogenitur überhaupt habe zur räumlichen Expansion der Landwirtschaft geführt, weil die jüngeren Brüder gezwungen waren, neuen fruchtbaren Boden zu suchen. Todd weist jedoch darauf hin, dass die patrilineale „Stammfamilie“ in Eurasien später in teils insuläre oder isolierte Randlagen abgedrängt wurde (nach Japan, Korea, Tibet, Südskandinavien, Deutschland, Okzitanien und in den Norden der britischen Inseln, worauf auch die Bevölkerungswissenschaftlerin Antoinette Fauve-Chamoux und die Soziologin Emiko Ochiai hingewiesen haben). In diesen Regionen taucht die patrilineare Stammfamilie im Mittelalter auf, in Europa zuerst beim frankonormannischen Adel im 11. Jahrhundert, in Japan recht spät, wo sie erst im 19. Jahrhundert rechtlich kodifiziert wird. Todd führt diese Entwicklung im Westen und Osten der eurasischen Landmasse auf die Überlagerung durch einen Familientyp mit zeitweiser patrilokaler Koresidenz, also einen Verbund von patrilinearen Kernfamilien (Clan) mit maximal zwei koresidierenden Generationen zurück, der in relativ jüngerer Zeit aus dem großen Siedlungsraum der eurasischen Steppennomaden heraus entstanden sei, und zwar zuerst bei Amurritern, Aramäern und schließlich bei Arabern. Diese Familienstruktur sieht Todd als Folge einer wegen des reichlich vorhandenen, für die Viehzucht mehr als ausreichenden Bodens nur unvollkommen erfolgten Übertragung des patrilinealen Familienprinzips auf die eurasischen Viehzüchter an; sie fördere jedoch die demographische Expansion und die militärische Schlagkraft, was wiederum zu ausgedehnten Kriegszügen um Nahrungsressourcen führe. Daneben existieren – ebenfalls in Randlage – die größeren Inseln der kommunitären patrilinearen Familien der gleichberechtigten Söhne ohne die Einrichtung der Primogenitur unter der Ackerbauern Russlands, Chinas, Nordindiens, Vorderasiens und auf dem Nordbalkan. Dabei handele es sich um zeitweise von Nomadenvölkern unterworfene sesshafte Kulturen, denen unter der Herrschaft der Nomadenclans das kommunitäre Prinzip aufgezwungen worden sei. Sie vereinten das Autoritäre der Stammfamilie mit der Gleichrangigkeit der Brüderhorde aus den nomadischen Clans und führten zu einer Absenkung des Status der Frau, vor allem im Nahen Osten und im Norden Indiens.

## Fehlender Vaterschaftsbeweis
Erstmals im Jahr 1926 wurde in Wien durch ein anthropologisches Gutachten der wissenschaftliche Nachweis über die Abstammung eines Kindes von einem bestimmten Mann geführt. In der Gegenwart ermöglicht die genetische Analyse eine unwiderlegbare Eindeutigkeit, bis hin zu Abstammungsgutachten während der Schwangerschaft.
Da es für einen Ehemann grundsätzlich kein mit der Geburt des Kindes gleichwertiges äußeres Beweiszeichen seiner Vaterschaft gibt (ähnliches Aussehen ist nur ein Indiz), bleibt immer die Möglichkeit, dass jemand anders als der Ehemann der biologische Vater (Genitor) des Kindes ist. Dieses grundlegende Problem der Patrilinearität zeigt sich im 2000 Jahre alten römischen Rechtssprichwort Pater semper incertus est: „Der Vater ist immer ungewiss“; er muss das Kind erst förmlich als das seine anerkennen. Demgegenüber galt und gilt Mater semper certa est: „Die Mutter ist immer sicher“, Mutter ist die Frau, die das Kind geboren hat (steht wörtlich seit 1992 auch im deutschen Bürgerlichen Gesetzbuch in § 1591). Daraus folgte bei den Römern Pater est, quem nuptiae demonstrant: „Vater ist [nur], wer durch die Heirat als solcher erwiesen ist“ (siehe auch Vaterschaft im deutschen Recht).
Die Grundlage fast aller patrilinear geordneten Gruppen und Gesellschaften ist deshalb eine offizielle Vaterschaftsanerkennung von ehelichen Kindern in sozialer und vor allem juristischer Hinsicht (siehe auch Ehelichkeitserklärung). Meist findet diese in den Tagen nach der Geburt statt; manche Gruppen erlauben dem Vater dabei grundsätzlich, das Kind nicht als eigenes anzunehmen und die Vaterschaft abzulehnen. Das römische Vaterrecht Patria Potestas erlaubte sogar Kindstötung. Mit steigendem sozialem Status spielt die Eindeutigkeit der Abstammung eine immer wichtigere Rolle, entsprechend heftiger werden im Streitfall die Auseinandersetzungen bezüglich der Legitimität von Nachkommen und ihrer (Un-)Ehelichkeit.
Die Sicherstellung der biologischen Vaterschaft wird als ein wesentlicher Grund für patrilineare Erbfolge verstanden (siehe auch Europäische Männlichkeitsentwürfe, sowie Religiöse Bestimmungen zur Sicherstellung der Vaterschaft). Eine der ältesten erhaltenen germanischen Rechtssammlungen schloss Frauen von der Thronfolge aus, selbst wenn keine männlichen Erben existierten: die berühmte Lex Salica (Salisches Recht) des Frankenkönigs Chlodwig I. aus dem Jahr 511, der sich im Übrigen einige Jahre zuvor hatte katholisch taufen lassen.
Im strikt patrilinearen arabischen Kulturraum erhält ein Ehemann und seine Ehefrau, sobald der erste Sohn geboren wird, die kunya als neuen Namensbestandteil: „Vater des [Name des Sohnes]“ (Abū…) und „Mutter des [Name des Sohnes]“ (Umm…). So wurde der Prophet Mohammed nach der Geburt seines ersten Sohnes al-Qāsim entsprechend Abū l-Qāsim genannt: „Vater des al-Qāsim“. Das Ansprechen einer Person mit ihrer Kunya gilt als Ehrenbezeigung ihr gegenüber. Der Wiener Sozialhistoriker Michael Mitterauer schreibt 2003 dazu:

„Die ‚kunya‘ in ihrer ursprünglichen Bedeutung lässt erkennen, welche enorme Bedeutung Söhnegeburten in diesem Kulturkreis zukam. Die Fortsetzung des Mannesstamms sichergestellt zu haben, veränderte die Position eines Mannes bzw. seiner Frau derart, dass der persönliche Name erweitert wurde. Dieser hohe Stellenwert von Söhnegeburten beeinflusst die Familienstruktur grundlegend.“

## Wohnsitz beim Mann als Norm

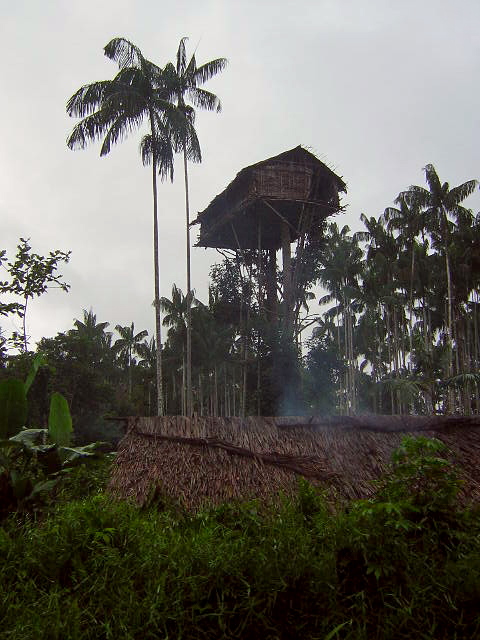
Baumhaus des Korowai-Volks in West-Papua für bis zu 8 Personen (2006)

In fast allen patrilinearen Gruppen oder Gesellschaften muss eine Ehefrau nach ihrer Heirat ihr Elternhaus verlassen und zum Wohnsitz oder Wohnort ihres Ehemannes, dessen Vaters oder dessen Familie umziehen. Diese eheliche Wohnfolge (Residenzregel) wird als Patri-Lokalität (lateinisch „am Ort des Vaters“) bezeichnet oder allgemeiner als Viri-Lokalität („am Ort des Mannes“). Dadurch entstehen enge Beziehungen zwischen dem Vater und seinen Söhnen sowie zwischen den Brüdern und ihren Familien, während die Familie der Ehefrau ohne Bedeutung bleibt. Gewöhnlich bilden Väter, Brüder und Söhne eine Kerngruppe, bis hin zu umfangreichen Patri-Lineages und Patri-Clans, innerhalb deren sich alle Verwandtschaftsbeziehungen auf nur eine Väterlinie beziehen. Alle Töchter heiraten hinaus (siehe Exogamie), Söhne holen sich Ehefrauen aus anderen Abstammungsgruppen herein.
96 Prozent aller Ethnien mit Patrilinearität praktizieren Patrilokalität – von allen patri-lokalen Ethnien sind 95 Prozent patri-linear (siehe Verhältnis von Residenz und unilinearer Deszendenz). Weltweit findet sich nur eine Ethnie mit patri-linearer Abstammungsregel, aber matri-lokaler Wohnfolgeregel.

## Patrilineare Geschlechtervorschriften
In patrilinear geordneten Gemeinschaften und Gesellschaften ist der Vater für den sozialen Status seiner (anerkannten) Kinder verantwortlich; er beansprucht auch ihre Repräsentation nach außen und die Verfügungsgewalt über sie. In Ehen kann dies nicht nur gemeinsame Kinder betreffen, sondern auch seine Kinder von anderen (früheren) Frauen sowie die nicht von ihm abstammenden (früheren) Kinder seiner Ehefrau(en). Die soziale und rechtliche Stellung der Ehefrau hängt sehr von ihrer Fähigkeit ab, eine möglichst große Zahl von männlichen Nachkommen zu gebären. Die Unfähigkeit, Söhne zu zeugen, führt oftmals zur Verstoßung der Ehefrau, zur Scheidung von ihr oder zur Heirat mit einer zweiten oder dritten Frau (Vielehe, siehe Polygynie).
Um die Möglichkeit auszuschließen, dass das Kind eines Ehepaares von einem anderen Mann stammt, entwickeln die patrilinearen Kulturen viele und einschneidende soziale Vorschriften für das geschlechtliche Zusammenleben (auch in Deutschland galt bis 1957 der Gehorsamsparagraph). Ehefrauen sollen durch beschränkte Ausgehmöglichkeiten, Verhüllung und die harte Bestrafung im Falle des Fremdgehens von anderen Sexualkontakten ferngehalten werden. Betroffen von solchen Regeln sind aber direkt oder indirekt auch alle unverheirateten Frauen im empfängnisfähigen Alter. Daraus entwickelt sich eine Geschlechterhierarchie, bei der Frauen aus dem öffentlichen Raum verdrängt werden, bis hin zur Geschlechtertrennung beim familiären Essen.
In vielen alten Rechtssystemen war die Frau dem Mann untergeordnet: zuerst dem Vater, dann dem Ehemann, als Witwe schließlich dem Sohn (siehe Geschlechtsvormundschaft als Familienpatriarchalismus: rechtliche Unselbständigkeit von Frauen).
Da Töchter ihre väterliche Linie nicht fortsetzen können – ihre Kinder werden zur Familie und Linie des jeweiligen Ehemanns gerechnet –, brauchen Männer männliche „Stammhalter“. Aus diesem Zusammenhang folgt die zunehmende Benachteiligung von Töchtern in patrilinearen Gruppen und Gesellschaften. Im Extremfall werden ungewollte Töchter sogar ausgesetzt oder getötet (siehe Patria Potestas und Frauentötung). Nicht nur sind Töchter von der Weitergabe und Erbschaft von sozialen Eigenschaften und Eigentum ihres Vaters ausgeschlossen – es lohnt auch keine Investition in sie, denn der zeitliche Aufwand und materielle Aufwendungen wären verloren, sobald die Tochter nach ihrer Heirat zur Familie des Ehemannes umgezogen ist. Das führt dazu, Töchter möglichst frühzeitig zu „verheiraten“, damit der Ehemann ihren weiteren Lebensunterhalt übernimmt und dadurch ihre Familie entlastet. In vielen Kulturen (auch matrilinearen) ist ein „Brautpreis“ üblich, den der Bräutigam den Eltern der Braut bezahlt (meist dem Vater), auch als Entschädigung für seine „Unkosten“ der Tochtererziehung.
So lohnt doch ein gewisser Aufwand, um Töchter interessanter für ihre Verheiratung zu machen, damit sie einen möglichst wohlhabenden Ehemann finden, der lebenslang für sie sorgen wird. Daraus folgt in patrilinearen Kulturräumen eine Beschränkung zuerst von Töchtern, schließlich von allen Frauen auf „frauliche“ Eigenschaften und Fertigkeiten, die Männern gefallen (siehe Kulturelle Vorstellung von „Weiblichkeit“ und Frauenhass).

## Patrilineare Verwandtschaftsbeziehungen
Die Untersuchung verschiedener Verwandtschaftsbezeichnungen wurde von der Ethnosoziologie lange Zeit ins Zentrum ihrer Feldforschungen gestellt. Umfangreiche Beschreibungen versuchten, die verschiedenen Verwandtschaftsbeziehungen von ethnischen Gesellschaften zu erklären und zu unterscheiden (siehe Verwandtschaftssysteme nach Murdock). Mittlerweile versteht die Ethnosoziologie das jeweilige Verwandtschaftssystem nur als einen Faktor von mehreren bei der Untersuchung von sozialen Strukturen und der Stellung des Einzelnen darin.
Patrilineare Verwandtschaftsgruppen (Kindreds) schließen indirekte Blutsverwandte wie Onkel, Großtanten oder Neffen (kollaterale Seitenverwandte) beiderlei Geschlechts ein, aber niemals Verwandte von eingeheirateten Ehefrauen (Schwägerschaft: affine, „angrenzende“ Verwandte). Im agnatischen Verständnis der männlichen Erbfolge werden grundsätzlich keine Frauen zur eigenen Linie gerechnet, auch Töchter werden als nur „kognatisch“ („mitgeboren“) eingeordnet.
In patrilinearen Gruppen werden Verwandte vor allem danach unterschieden, ob sie von Geschwistern verschiedenen Geschlechts (Kreuzverwandte) oder von Geschwistern gleichen Geschlechts (Parallelverwandte) abstammen (siehe auch Patrilaterale Verwandtschaft). Diese Unterscheidung der kollateralen Seitenverwandten in Kreuz- und Parallelverwandte ist eine der wichtigsten Bedingungen bei der systematischen Einordnung von verwandtschaftlichen Systemen und zur Erklärung von Heiratsregelungen.

## Heiratsregeln
Die verwandtschaftliche Trennung spielt vor allem bei Eheschließungen eine Rolle, insbesondere bei der Kreuzcousinenheirat, bei der ein Kind der Vaterschwester oder des Mutterbruders geheiratet werden darf. Denn die Söhne werden die Linie des Mannes fortführen, nicht die der Mutter. Es entwickelt sich eine spezielle Ausformung der Ehe, bei der „uneheliche“ Kinder ausgeschlossen werden.

„Vater ist, wer durch die Heirat als solcher erwiesen ist: Pater est, quem nuptiae demonstrant“

Ein praktisches Beispiel zur Verdeutlichung von Kreuz- und Parallelverwandtschaft liefern die Ausschlussregeln für Ehen bei den heutigen afrikanischen Akan-Völkern in Ghana:
- Innerhalb einer patrilinearen Gruppierung der Akan (Ntoro) sind folgende Personen als Sexualpartnerinnen tabu:
  - Schwestern des eigenen Vaters
  - Töchter der Brüder des eigenen Vaters
  - Töchter der Söhne oder der Brüder des eigenen Vaters
  - Töchter der eigenen Söhne
  - alle Frauen, die derselben patrilinearen Gruppierung angehören

Es entwickeln sich weitreichende Beziehungssysteme, die durch wiederholtes Heiraten über mehrere Generationen zwischen verschiedenen patrilinearen Abstammungsgruppen oder anderen Verwandtschaftsgruppen zu einer dauerhaften Allianz führen, mit festgelegten Heiratsbeziehungen nur untereinander.
Im Allgemeinen besteht ein Heiratsverbot mit Angehörigen der eigenen Abstammungsgruppe (Lineage). Spiegelgleich existiert aber auch ein Prinzip der inwärtigen Heirat (Endogamie), nach dem die Mitglieder der Gruppe den Ehepartner aus der meist umfangreicheren Abstammungsgruppe wählen sollen, also aus einem anderen Segment als demjenigen, dem die eigene Lineage angehört.
Siehe auch: Exogamie, Endogamie, Parallelcousinenheirat (bint ʿamm: Tochter des Vaterbruders), Inzestverbot (Blutschande)

## Erstgeburtsrecht (Primogenitur)
Patrilineare Gruppen und Gesellschaften organisieren sich fast immer nach dem Prinzip der männlichen Seniorität: Der erstgeborene (oder) älteste Sohn steht über seinen Geschwistern, auch über älteren Schwestern, er ist der „Stammhalter“. Der Grund für die Bevorzugung des ältesten Sohnes liegt in der längeren Einflussmöglichkeit des Vaters; in patrilinearen Gesellschaften wird der älteste Sohn gewohnheitsmäßig in die Fertigkeiten und den Beruf des Vaters eingearbeitet und hat dadurch den Vorteil einer längeren Ausbildung.
Der älteste Sohn steht deshalb mit seinem „Erstgeburtsrecht“ oder „Ältestenrecht“ auch in der Erbfolge an erster Stelle (in matrilinearen Abstammungsgruppen die letztgeborene Tochter, siehe Ultimagenitur bei den nordostindischen Khasi). Für den Fall, dass es keinen männlichen Nachkommen gibt, entwickeln patrilineare Familiengeschlechter komplizierte Regelungen bezüglich der Erb- und Rechtsnachfolge, wie das Majorat, das Minorat, oder in seltenen Fällen ein Erbtochter- oder Erbjungfernrecht. Manchmal müssen die Rechte von Söhnen eines verstorbenen Familienvaters gegen Vorrechte seiner älteren Brüder (Onkel) abgewogen werden. Bei den Adelsfamilien des europäischen Kulturraums verzweigt sich an solchen Bruchstellen die Stammlinie in eine Haupt- und eine Nebenlinie oder in mehrere Seitenlinien (siehe Hausgesetz), die als „Mannesstamm“ bezeichnete Hauptlinie kann „erlöschen“ (siehe auch Wappenrecht).

## Idealisierung der Manneskraft

Das Symbol des Kriegsgottes Mars steht für die „Männlichkeit“: ein Schild mit Speer

Wegen der fehlenden Überprüfbarkeit von Vaterschaft ist es für patrilinear geordnete Gruppen einfach, sich auf eine sagenhafte oder mythische Vorfahrengeneration zu beziehen, um daraus abgeleitete Gruppenzugehörigkeiten und Rechte zu konstruieren („genealogische Fiktion“, siehe Herkunftssagen, Beispiele: biblische „Vätergeschichte“ und „Stammbäume Jesu“).
In Kulturen mit einem patrilinearen Abstammungsverständnis wird die Zeugungskraft des Mannes/Vaters oft bedeutungsmäßig überhöht, beispielsweise durch die Wunschvorstellung des Spermas als „männlicher Samen“, obwohl es für sich genommen nicht keimfähig und deshalb nicht mit Pflanzensamen vergleichbar ist. So behaupteten im 5. Jahrhundert v. Chr. die griechischen Philosophen Hippon und Anaxagoras, dass nur der Mann zeugungsfähigen Samen bilde und der weibliche Organismus den Keim nur ernähre, ihm nur als „Gefäß“ diene (siehe Vorgeschichte der Genetik).
Ein bekanntes Beispiel dazu: Das kleine patrilineare Volk der Etoro in Papua-Neuguinea glaubt, dass Sperma die Quelle aller männlichen Stärke und Macht sei. Sperma sei eine knappe Ressource, die nicht produziert, sondern nur von Männern an pubertierende Knaben weitergereicht werden könne. Daher geben Männer ungern ihr Sperma an Frauen ab, außer zum Zweck der Fortpflanzung, und das nur an etwa 100 rituellen Tagen pro Jahr. Bei den Etoro verlangt der rituelle Übergang vom Jungen zum Mann (Initiation), dass die pubertierenden Jungen oralen Sex (Blowjobs) an älteren Männern ausführen und ihr Sperma schlucken. So sollen die Jungen die Fähigkeit erhalten, das erhaltene Sperma ihrerseits an jüngere Knaben und an Frauen weiterzugeben. Weil die Etoro glauben, dass homosexuelle Sexualkontakte die Jungen stärken und die Fruchtbarkeit der Pflanzen mehren, unterliegt Sex zwischen Männern keinen Einschränkungen. Solche Vorstellungen finden sich auch bei anderen Völkern auf der großen Insel Neuguinea.
Grundsätzlich entwickelt sich aus der Tatsache, dass die weibliche Seite die vaterseitige Linie nicht eigenständig fortführen und ihre soziale Position und Eigentum nicht an ihre Kinder übertragen kann (nur an ihren Ehemann), eine soziale und kulturelle Konzentration auf den Mann und seine „Männlichkeit“. Schließlich wird der erste Mensch zum Mann (beispielsweise Adam), und letztendlich wird ein männlicher Ursprung allen Lebens behauptet. Diese Sichtweise gipfelt im Androzentrismus, der Männer als Zentrum, Maßstab und Norm versteht und die Frau als Abweichung von dieser Norm ansieht (vergleiche Hegemoniale Männlichkeit und Maskulinismus).

## Religiöser Absolutheitsanspruch

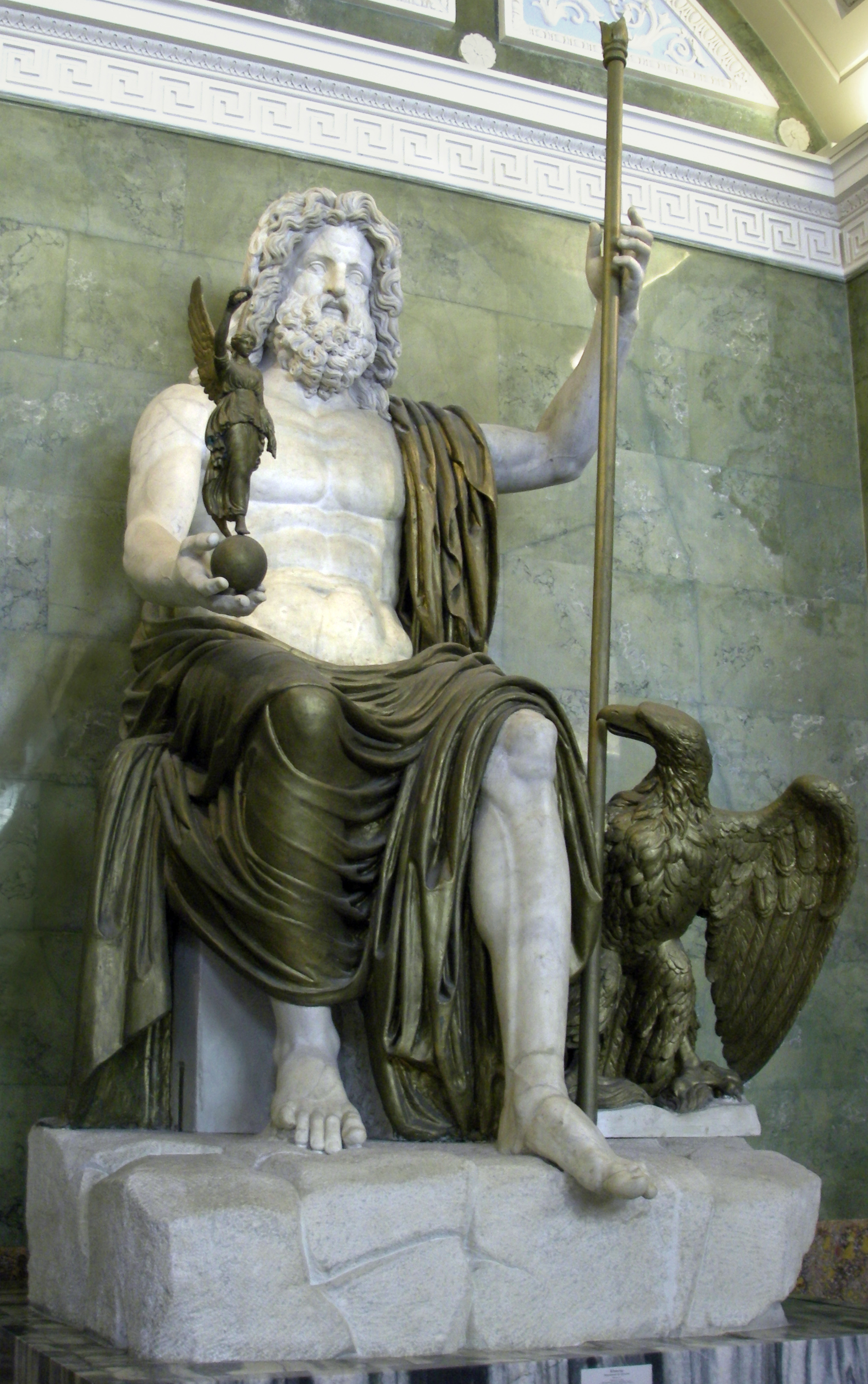
Der griechische Göttervater Zeus mit der kleinen Siegesgöttin Nike (Kopie des „Weltwunders“ des Phidias von 430 v. Chr.)

Für alle monotheistischen Religionen (Eingottglaube) und auch für andere Glaubenssysteme ist die patrilineare Abstammung ihrer Gottheiten und Geistwesen, ihrer Propheten oder ihrer Priester von entscheidender Bedeutung, im Christentum angefangen beim Stammvater Abraham bis hin zu der Vorstellung vom Gottvater mit seinem menschgewordenen Sohn Gottes, dem „Geweihte Jungfrauen“ als Bräute Christi anverlobt werden (siehe Die mystische Hochzeit geweihter Jungfrauen).
Schon im klassischen Judentum war die Erbfolge für Könige oder hochgestellte Persönlichkeiten fast ausschließlich männlich. Im Alten Testament erhält der israelitische König David von seinem Gott JHWH die Zusage der „ewigen Thronfolge“ (2. Buch Samuel 7,12–13), entsprechend wurde der Messias (Heilsbringer) als spätgeborener „Wurzelspross“ der patrilinearen Linie des königlichen Hauses David erhofft (Buch Jesaja 11,1, siehe auch Wurzel Jesse). Dazu gestalten später das Lukas- und das Matthäus-Evangelium passende „Stammbäume Jesu“: strikt agnatische Stammlinien mit bis zu 73 Generationen in reiner Vater-Erbsohn-Abfolge, um die Abstammung des Jesus von Nazaret vom königlichen David zu behaupten (eine „Ansippung“ mittels Herkunftssage).
Im jüdischen religiösen Recht (Halacha) gilt nach wie vor Abraham als „Erzvater“ des Volkes. Noch heute vererbt sich die Familienzugehörigkeit nur patrilinear, ebenso die Stammeszugehörigkeit als Kohen (Nachfolger des Mosesbruders Aaron) oder als Levite (nach dem Stammvater Levi, siehe auch Levi des Y-Chromosoms), wie auch die Gemeinschaftsidentität als sephardischer oder aschkenasischer Jude.
Für die Religionszugehörigkeit ist dagegen nur die Mutter entscheidend: Im konservativen und im orthodoxen Judentum gilt als Jude oder Jüdin nur, wer Kind einer jüdischen Mutter ist.
Auch im Staat Israel gilt amtlich nur als Jude oder Jüdin, wessen Vorfahrinnen bis zu vier Generationen zurück Jüdinnen waren, also in rein mütterlicher Abstammungslinie zurück bis zur Ururgroßmutter.
In einigen Religionen gipfelt die Idealisierung der patrilinearen Zeugungskraft im mythologischen Bild der Kopfgeburt durch männliche Gottheiten, das berühmteste Beispiel ist Athene: Die Gründergöttin der griechischen Stadt Athen entspringt dem Kopf des Göttervaters Zeus (siehe auch Schenkelgeburt). Derartige Konzepte spiegeln die historische Einvernahme einer fremden Gottheit und ihre Unterwerfung unter ein bestehendes patrilineares Abstammungssystem wider.
In Ein-Gott-Religionen erreicht die Idealisierung der Manneskraft schließlich ihren Höhepunkt in der Vorstellung von einem einzigen männlichen „Gott“ als alleinigem „Schöpfer von Allem“, der fast immer mit einem kämpferischen Absolutheitsanspruch verbunden wird und keine anderen Glaubensbekenntnisse oder Offenbarungen neben sich duldet. Im jesidischen Monotheismus gibt es nicht einmal eine Personifizierung des Bösen, weil ihr Gott schwach wäre, wenn er eine zweite Kraft neben sich dulden würde.

## Genetischer „Adam des Y-Chromosoms“
In der biologischen Vererbungslehre (Genetik) kann die vaterseitige, paternale Abstammungslinie über das Y-Chromosom des Mannes ermittelt werden, anhand von Abschnitten der DNA, die ohne Veränderung von Generation zu Generation weitervererbt werden – bei Menschen also vom Vater nur zu seinen Söhnen.
Durch die Analyse von Abstammungslinien wird in der Archäogenetik die genetische Geschichte einer Spezies rekonstruiert. Dort bezeichnet Adam des Y-Chromosoms jenen urzeitlichen Mann, der als gemeinsamer Stammvater mit allen gegenwärtigen Männern über eine ununterbrochene Linie ausschließlich männlicher Nachkommen biologisch verwandt ist. Er muss aber nicht unbedingt auch der Vorfahre aller heute lebenden Frauen sein, denn die Analyse des Y-Geschlechtschromosoms kann entsprechend nur bei Männern durchgeführt werden.
Dieser Adam ist eine männliche Ergänzung zur Eva der Mitochondrien, der urzeitlich ersten Frau, die mit allen gegenwärtigen Personen (nicht nur Frauen) durch die ununterbrochene Linie ihrer Nachkommen verwandt ist und von der alle gegenwärtigen menschlichen Mitochondrien (Energiekraftwerke) in unseren Zellen abstammen.
Aktuelle Studien zur inneren molekularen Uhr und zu verschiedenen genetischen Markern (kurze DNA-Abschnitte) legen nahe, dass der errechnete Adam des Y-Chromosoms vor geschätzten 60.000 bis 90.000 Jahren in Afrika gelebt hat, wie auch rund 100.000 Jahre früher die mitochondriale Eva, deren Alter auf 175.000 Jahre geschätzt wird (plus/minus 50.000 Jahre).
Allerdings berechnete eine Studie von 2013 für das Y-Chromosom eines afroamerikanischen Mannes, dass sich sein Geschlechtschromosom bereits vor geschätzten 333.000 Jahren von allen anderen Y-Chromosom-Linien abgesondert habe und Ähnlichkeiten mit den heutigen Y-Chromosomen von elf Männern im afrikanischen Kamerun aufweise.